# پیرولین
پیرولینها (Pyrrolines) که به نام "دی هیدروپیرول هاً نیز خوانده می‌شوند، سه ترکیب شیمیایی آلی هتروسیکلیک هستند که در موقعیت پیوند دوگانه با هم تفاوت دارند. پیرولین‌ها معمولاً از هیدروژناسیون «پیرول آرومات»  حاصل می‌شوند. ۱-پیرولین نوعی ایمین (Imine) حلقوی است، در حالی که ۲-پیرولین و ۳-پیرولین نوعی آمین حلقوی هستند.
|             |             |             |
| 1-Pyrroline | 2-Pyrroline | 3-Pyrroline |